# ギブソン・マローダー
マローダー（Marauder）は、1974年から1979年までギブソンが制作したギター。フェンダー社に対抗する意図であったが成功しなかった。生産数は6,400台と少ない。

## 仕様
1975年に発表されたギブソンには珍しいデタッチャブル・ネック・モデルのソリッド・ボディ・ギター。ピックアップはビル・ローレンスによるもので、フロントのハムバッキングと、リアにマウントされたシングルコイルの2つ。
1975年モデルは、1弦側カッタウェイ近くに取り付けられた3ポジションのトグル・スイッチでピックアップを選択するようになっているが、1976年頃以降は、スイッチの代わりにフロントとリアのピックアップの音量バランス・コントロールが取り付けられるようになる。
ボディの形はレスポールそのものだが、ピックガードは全く違う形をしている。また、レスポールに比べて重量が軽い。
ヘッドの形はフライングVによく似ている。
スケールなどはレスポールのそれと同様。
ちなみにMarauderとは、略奪者という意味で、他社から売り上げを奪う＝他社より売り上げを上げるという思いを込めて製造されたが、売り上げがいまいち伸びなかった。結局製造期間は、約5年しかなく、入手が困難である。

### コピーモデル
イーエスピーの子会社「エドワーズ」もマローダーのコピーモデルを製造していたが、2008年に終了。
エドワーズによるマローダーモデルは、ギブソンのものに比べてボディの下半分のふくれ方が大きく、リアピックアップはシングルコイルに見えるがミニサイズのハムバッキングとなっている。
また、ボディはアルダー、ネックはデタッチャブルネックではなくセットネックになるなど細かな仕様が異なる。

## サウンド
前述の通りデタッチャブル・ネック(ボルトオンネック)であるという点や、ピックアップの配置からテレキャスターカスタムを思わせるが、
レスポールなどのギブソンギターで聴かれるような中低音の鳴りがマローダーでは乏しい傾向にあるようで、生産数も少ないうえ、愛用者も少ない。
エドワーズのモデルはボディ材やピックアップなどの変更により、かなり変わった印象となっている。

## 使用ミュージシャン
- 後藤正文（ASIAN KUNG-FU GENERATION） - メインで使用していたが、パワー不足と感じたため、近年ではほとんど使用していない。
- ポール・スタンレー(キッス) - 愛用していた訳ではないが、しばしばステージでマローダーを壊していた。
- デリック・ウィブリー(Sum 41) - ミュージック・ビデオでしばしばマローダーを弾いている。